# Willie Kilmarnock
William Kilmarnock (Irvine, 16 de enero de 1922 – 7 de junio de 2009) fue un jugador de fútbol profesional escocés que jugaba en la posición de defensa. Jugó casi toda su carrera en el Motherwell desde 1939 hasta 1956. De hecho, fue el capitán del equipo ganador de la Copa de Escocia de 1952. Sus últimos años como profesional los jugó en el Airdrie y el Irvine Meadow XI.
Kilmarnock defendió la camiseta de la Selección de Escocia en partidos no oficiales durante la época de la Segunda Guerra Mundial y representó en la Scottish Football League XI.

## Clubes

### Como jugador
| Club            | País    | Año       | Partidos | Goles |
| --------------- | ------- | --------- | -------- | ----- |
| Motherwell F.C. | Escocia | 1939–1956 | 296      | 11    |
| Airdrieonians   | Irlanda | 1956–1958 | 32       | 0     |

## Palmarés

### Títulos nacionales
| Título                     | Club                     | País    | Año  |
| -------------------------- | ------------------------ | ------- | ---- |
| Copa de Escocia            | Motherwell Football Club | Escocia | 1952 |
| Copa de la Liga de Escocia | Motherwell Football Club | Escocia | 1951 |